# العشرية المعتدلة

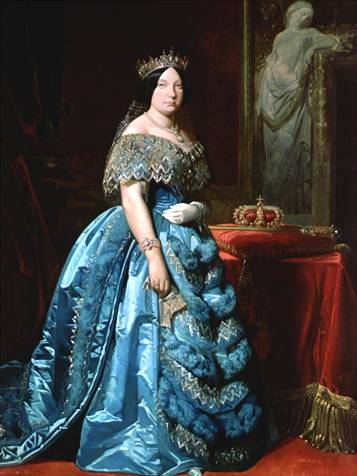
إيزابيلا الثانية.

العشرية المعتدلة في إسبانيا هو الاسم الذي اشتهر به من الفترة بين مايو 1844 إلى يوليو 1854 خلال حكم الملكة إيزابيل الثانية. وسمي بذلك لأن حزب الوسط المحافظ والليبرالي استلم الحكم حصريا خلال تلك الفترة بفضل دعم التاج، ولم يكن لدى التقدميين أدنى فرصة للدخول في الحكومة. وبدأت عندما تولى زعيم الحزب المعتدل الجنرال نارفيز رئاسة الحكومة في 4 مايو 1844، وانتهت العشرية المعتدلة بتمرد عسكري أطاح برئيس الوزراء مما أفسح المجال لفترة السنتين التقدميتين (1854-1856).

## بلوغ الملكة سن الرشد وبداية العشرية المعتدلة

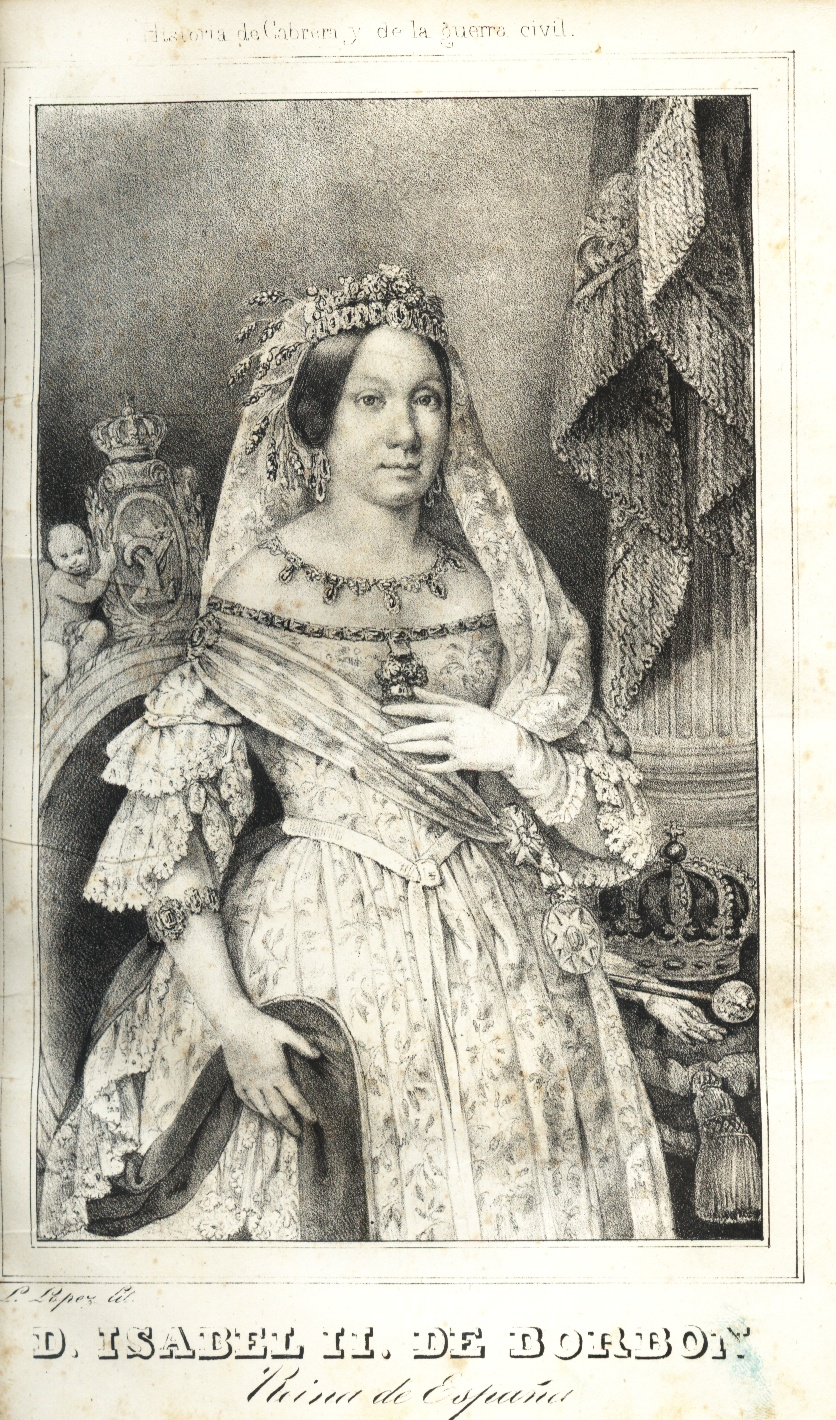
إيزابيلا الثانية وهي في عمر يناهز 15 عاما

تسبب خروج إسبارتيرو إلى المنفى بفراغ سياسي. فأعاد البرلمان خواكين ماريا لوبيز من حزب التقدم إلى منصب رئيس الحكومة في 23 يوليو 1843 فحل مجلس الشيوخ حيث كان «أتباع إسبارتيرو» هم الأغلبية وبدأ بالدعوة لإنتخابات لكامل أعضاء المجلس مما انتهك المادة 19 من دستور 1837 الذي يسمح لثلث المجلس فقط للقيام بالانتخابات. كما عين أيضا بلدية مدريد ومجلس مقاطعتها مما يعني أيضا خرقا للدستور لمنع اتباع اسبارتيرو من تزوير انتخابات المؤسستين، وقد برر لوبيز على النحو التالي: «قد نقاتل لأجل أن نعيش، مبدأ الحفاظ هو الأساس للجميع. وقد تبتر ساق المريض كي يعيش».
جرت انتخابات البرلمانية (الكورتيس) في سبتمبر 1843 حيث تحالف كلا من التقدميين والمعتدلين بما سُمي «بالحزب البرلماني»، ولكن نال المعتدلين مقاعد أكثر من التقدميين الذين ظلوا أيضا منقسمين بين و «المتطرفين» و«وسطيين» ففقدوا بذلك قيادة واحدة لحزبهم. ثم وافق البرلمان على أن إيزابيلا الثانية ستبلغ السن القانوني عندما تبلغ من العمر 13 سنة مع دخول الشهر التالي. فأقسمت في 10 نوفمبر 1843 على الدستور وبعدها قبل البرلمان استقالة حكومة خواكين ماريا لوبيز. ثم طلب من سالوستيانو أولوزاجو تشكيل حكومة، وهو قائد الفصيل الوسطي للتقدميين.

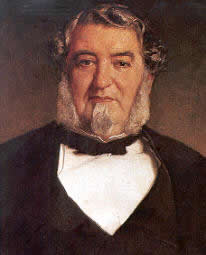
سالوستيانو أولوزاجو في 1872

وكانت أول انتكاسة تعرضت لها الحكومة الجديدة أن مرشحها لرئاسة مجلس النواب وهو رئيس الوزراء السابق خواكين ماريا لوبيز قد هُزم أمام مرشح حزب الوسط بيدرو خوسيه بيدال الذي حصل على أصوات حزبه وأصوات التقدميين «الراديكاليين» الذين يقودهم في ذلك الوقت باسكوال مادوث وفيرمين كاباليرو، ثم انضم إليهم «الوسطي» مانويل كورتينا. وأتت الصعوبة الثانية عند تنفيذ قانون البلديات، مما جعل أولوزاجو يطلب من الملكة حل البرلمان والدعوة إلى انتخابات جديدة ليتمكن من الحصول على مؤيدين في المجلس بدلا من الاستقالة بعد أن فقد ثقة البرلمان. ولكن حزب الوسط اتهمه بأنه إجبر الملكة بالتوقيع على مراسيم الحل ودعوة إلى انتخابات برلمانية. وبالرغم من براءته إلا أنه لم يكن هناك خيار لأولوزاجو سوى الاستقالة. فكان رئيس الوزراء الجديد هو المعتدل لويس جونزاليس برافو الذي دعا إلى الانتخابات في يناير 1844 بالاتفاق مع التقدميين، بالرغم من أن الحكومة عند وصولها إلى السلطة بداية ديسمبر قد وضعت قانون البلديات 1840 حيز التنفيذ -الذي أثار «ثورة 1840» التقدمية التي انهت وصاية ماريا كريستينا دي بوربون وتولي بعدها الجنرال بالدوميرو إسبارتيرو.
فاز المعتدلون (حزب الوسط) الانتخابات التي جرت في في يناير 1844، مما أثار بموجة من انتفاضات التقدميين في عدة مقاطعات في فبراير ومارس تندد بتأثير الحكومة على الانتخابات. مما تسبب بسجن قادة الحزب التقدم، وهم: كورتينا ومادوث وكاباليرو لمدة ستة أشهر. أما أولوزاجو فلم يلق القبض عليه لأنه كان في لشبونة، وبقي خواكين ماريا لوبيز متخفي حتى خرج أصحابه من السجن. وفي شهر مايو تولى الجنرال نارفيز رئاسة الحكومة، مفتتحا ماسمي بحقبة العشرية المعتدلة أو عشرية حزب الوسط (1844-1854)، حيث تولى حزب الوسط زمام الحكم لمدة عشر سنوات بفضل دعم الملكة، مما حرم التقدميين من أي فرصة في دخول الحكومة.

## اعتماد دستور 1845

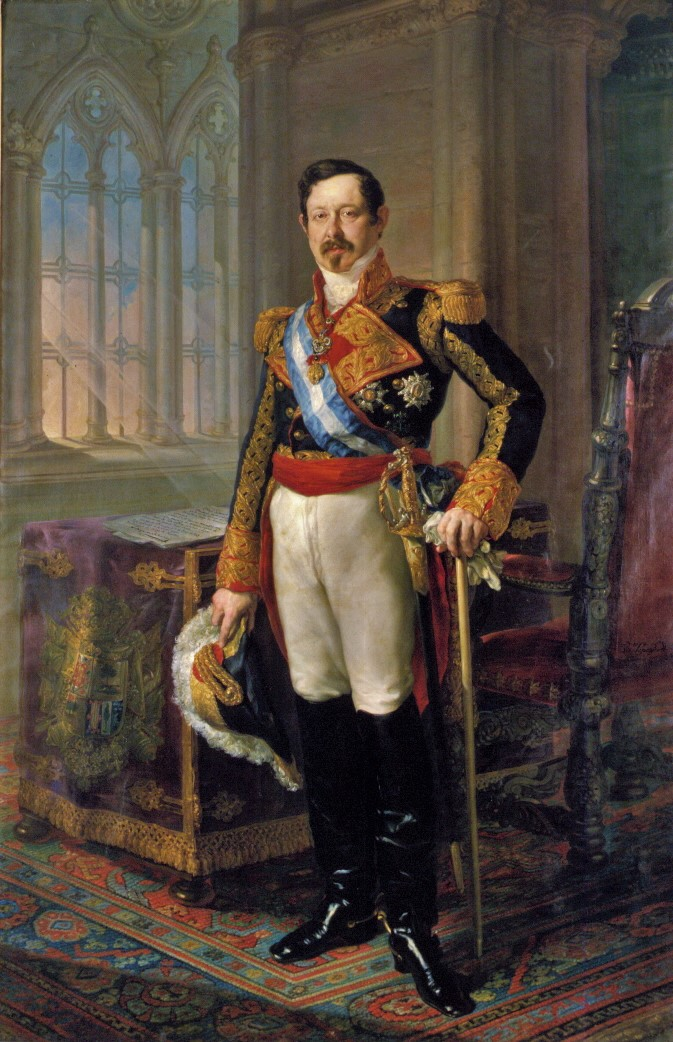
رامون ماريا نارفايس

عندما تولى الجنرال رامون ماريا نارفايس رئاسة الحكومة في مايو 1844 انقسم المعتدلون مابين مجموعة ترى الحاجة إلى إصلاح دستور 1837 ثم العمل به، ومجموعة أكثر رجعية قادها الماركيز دي فيلوما دعت إلى إلغائه والعودة إلى الميثاق الملكي لسنة 1834. بالأخير مال نارفيز إلى خيار الإصلاح التي نادت به مجموعة قادها اليخاندرو مون وبيدرو خوسيه بيدال لدفاعها عن صيانته في مواجهة مجموعة من المعتدلين «المتشددين»، لأن الموافقة جاءت نتيجة ثمرة إجماع بين الحزبين الليبراليين المعتدل والتقدمي، والسماح لهم بالتناوب في الحكومة دون الحاجة إلى تغيير الدستور في كل مرة يتم تغيير الحكومة.
في الواقع فإن مون وبيدال كانوا يدافعون لأجل صياغة دستور جديد حيث أن التغييرات التي اقترحت هامة جدا: استبدال مبدأ السيادة الوطنية حيث كانت «سيادة مشتركة» بين الملك والكورتيس، والمخطط لها أن تكون بين التاج والأمة وتعزيز صلاحيات الأول، بحيث يستبدل مجلس الشيوخ المنتخب إلى مجلس يعينه التاج بحيث يكون مدى الحياة. ورفض التقدميين جميع تلك التغييرات، ودعا بعضهم إلى تقليص الصلاحيات الممنوحة للتاج في دستور 1837، وخاصة فيما يتعلق بوقف وحل البرلمان، في حين أن معظم التقدميين اصطف مع المعتدلين «المتشددين» في الدفاع عن دستور 1837 دون أي تغيير.
لتنفيذ إصلاحات نارفيز الدستورية فقد دعا إلى الانتخابات في صيف 1844، ولكن قاطعها حزب التقدم لأنه لم يكن يريد أي تغيير على دستور 1837، وأيضا كان قادة الحزب الرئيسيين إما في السجن أو هربوا نتيجة لثوراتهم التي وقعت في شهري فبراير ومارس 1844 بعد انتخابات يناير التي نددت «بتأثير» حكومة لويس جونزاليس برافو المعتدلة في نتائجها. وبتلك الطريقة تمكن لمعتدلين من أن يمرروا الدستور الجديد دون أي معارضة.
كان سيادة الدستور الجديد «مشتركا» بين الكورتيس والملكة التي جعلته قويا بما فيه الكفاية، منذ بدأ حزب الوسط بالتحكم به. ونتيجة لهذا المبدأ فقد تقاسم سيادة السلطة التشريعية بين الملكة والكورتيس. وتكون الكورتيس من اثنين من الهيئات التشريعية: مجلس النواب ومجلس الشيوخ. ويتكون المؤتمر من ممثلين منتخبين عن طريق الاقتراع حسب تعداد الناخبين من أصحاب الدخل المرتفع في البلاد، على الرغم من أنها لا تمثل أكثر 1٪ من السكان. في حين أن مجلس الشيوخ تشكله الملكة من عدد غير محدد من الأعضاء المعينبين. وتم أعلان الحقوق والحريات بما فيها حرية التعبير ولكن تبقى حدودها في يد القانون والذي يقرره نواب البرلمان، وكذلك الأشخاص ذوي الدخول المرتفعة بإمكانهم سن القوانين لتتناسب مع منع أي فئة من الفئات الاجتماعية والسياسية الأخرى للوصول إلى السلطة مثل التقدميين.
تم الانتهاء من انقلاب على التقدمية الليبرالية منذ المراحل السابقة مع قانون البلدية الجديد من 8 يناير 1845، مع الاقتراع المباشر حسب تعداد ومع تعزيز المركزية.

## عدم استقرار الحكومة
بدأت الانقسامات في الحزب الوسط بالظهور مما ساهم في عدم الاستقرار السياسي وتجلى ذلك في التغيرات المستمرة لرئاسة الوزراء، والتي بدأت مع إقالة نارفيز في 11 فبراير 1846، وارتبط ذلك مع زواج الملكة المضطرب. حيث كان متوقعا أن تتزوج من ابن عمها فرانسيس دي بوربون في 10 أكتوبر وهو اليوم الذي تكمل فيه سن ال 16. وإن كانت والدتها ماريا كريستينا قد خططت بأن تزوجها من وريث التاج الفرنسي، مما أثارت هذه النوايا الشكوك لدى انكلترا فهددت قضية الزواج الإسباني [الإنجليزية] بكسر التحالف بين بريطانيا وفرنسا فتدهورت العلاقات بينهما في السنوات الأخيرة من حكم لويس فيليب بسبب التقارب الفرنسي الإسباني. وقد كان كلا من فرنسا وبريطانيا على شفا الحرب قبل أن تحل وتتزوج الملكة من ابن عمها.

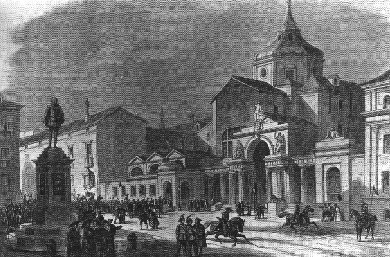
رسمة ل قصر البرلمان في 1843

تحت تأثير المعتدل «المتشدد» يواكيم فرانسيسكو باتشيكو حاولت حكومة إستوريز دمج حزب التقدمي في المملكة ليكون قاعدة مستقبلية في تحول الأحزاب إلى تعزيز عرش إيزابيلا الثانية. لهذا فقد قام ببعض الإيحاءات مثل إرجاع جميع الألقاب والمزايا التي سحبتها الحكومات السابقة من الجنرال إسبارتيرو عندما أجبر على التخلي عن الوصاية. وأيضا العفو عن سالوستيانو دي أولوزاجو بعد اتهامه بإجبار الملكة بالتوقيع على مرسوم حل البرلمان أواخر 1843 عندما كان رئيسا للحكومة. وأيضا بمناسبة زفاف الملكة يوم 10 أكتوبر فقد تم العفو عن جميع قادة الحزب التقدمي الذين اتهموا بإحداث شغب شهري فبراير ومارس 1844. سمحت تلك التدابير للجنرال إسبارتيرو وأولوزاجو وبقية قادة حزب التقدم الآخرين بالعودة إلى اسبانيا. وأيضا بإقناعهم بالترشح لانتخابات ديسمبر 1846 فنالوا على 53 مقعدا. فتم تأسيس تعاون برلماني بين التقدميين و«متزمتي» حزب الوسط، وهو دليل على التقارب مع حكومة دستور 1845، والذي اكتمل بتعيين الملكة الجنرال إسبارتيرو عضوا في مجلس الشيوخ، وبمرور الوقت بدأ الأخير الذي أصبح زعيما للتقدميين مقتنعا بأن "التاج يرى فيه الشخص المناسب ليتناوب السلطة مع نارفيز زعيم المعتدلين".
تمكنت حكومة إستوريز من البقاء في السلطة حتى 28 يناير 1847 عندما عاد منديثابال وأولوزاجا من المنفى بإذن شخصي من الملكة التي أجبرته على الاستقالة. وخلال الفترة من يناير إلى أكتوبر من ذات السنة كانت هناك ثلاث حكومات بلا هدف، فيما واصل الكارليون خلق المشاكل. وقد بدأ بعض المهاجرين الليبراليين بالعودة من المنفى.
وفي 4 أكتوبر 1847 أعيد تعيين نارفيز رئيسا للحكومة، فواصل سياسة التكامل من التقدميين فأعلن أنه يرغب في «تنظيم الجسم الدستوري وتمكين التحول في السلطة لجميع الأطراف التي تعترف بالملكة». ثم اندلعت ثورة 1848 في فرنسا التي أدت إلى سقوط النظام الملكي وإعلان الجمهورية، وبدأ تأثير ذلك ينتشر في جميع أنحاء أوروبا. فاعتقد نارفيز كما الملكة نفسها أن بإمكان التقدميين أن يفتحوا باب الثورة مما أعطى للحكومة سببا لتأخذ منحى استبدادي في منع الاضطرابات. وفي المناقشة التي جرت في مجلس النواب على مشروع القانون المقدم من الحكومة نارفيز تعليق الضمانات الدستورية، عرض التقدميون أنفسهم بأنهم البديل بحكومة يرأسها إسبارتيرو التي منعت إصلاحات باندلاع الثورة أيضا في إسبانيا. وقال أولوزاجا أن الغرض منه «ليس إنقاذ العرش فقط ولكن التزام الهدوء، وزيادة الرخاء لمنعه من السقوط في الحرب الأهلية والفوضى والتعقيدات الخارجية.» لم يقبل اقتراح التقدميون، وأيضا من بين الأمور أخرى أنه لم تكن الملكة الأم ماريا كريستينا ولا إيزابيل الثانية لديهم ذاكرة جيدة عن أداء الجنرال إسبارتيرو عندما كان وصيا قبل أن يضطر إلى الخروج إلى المنفى قبل ثماني سنوات.

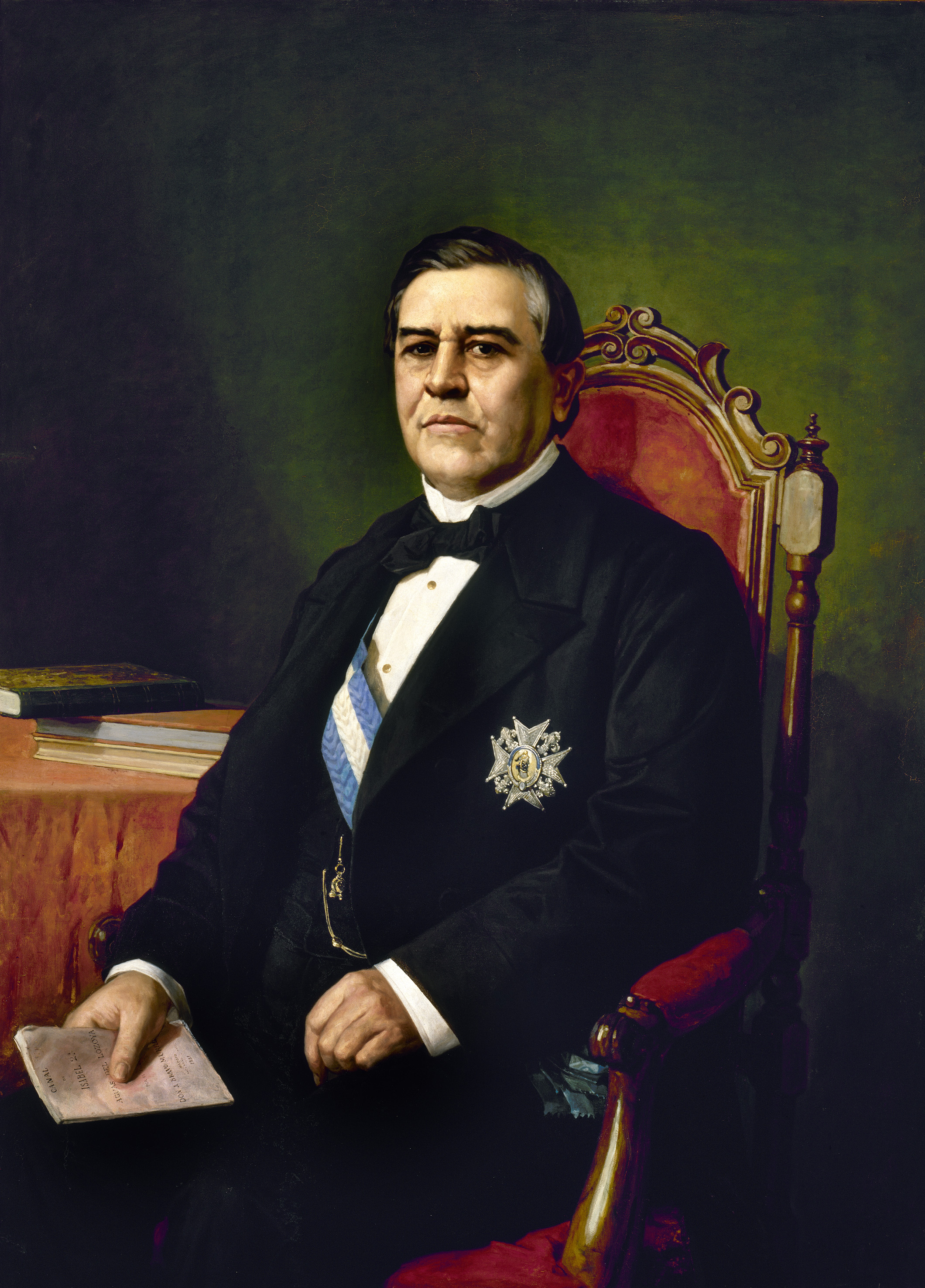
خوان برافو موريللو رئيس الحكومة التي وقعت الاتفاقية البابوية في 1851

شغلت الثورات الأوروبية في 1848 جميع أنحاء القارة حيث تزعمتها الحركات العمالية وأيضا البرجوازية الليبرالية، فأثارت روح التمرد داخل إسبانيا إلا أنها قمعت بقسوة. وفوق ذلك فقد قطعت العلاقات الدبلوماسية مع بريطانيا العظمى بسبب مشاركتها وتحريضها باندلاع الحركة الكارلية في ما يسمى حرب ماتينر. واستمرت الحكومة نارفيز حتى 10 يناير 1851 عندما تم إزاحته لصالح خوان برافو موريللو.
أحبطت حكومة برافو موريللو مرة أخرى إمكانية تبادل الحزبين الوسط والتقدم أدوارهم في الحكومة، مع أن الأخير قد أكد ولائه لملكية إيزابيلا الثانية. والحقيقة الأساسية التي أعاقت توطيد النظام الدستوري هو انتهاك الحكومة والتاج للقواعد البرلمانية من أجل الحصول على مجلس مؤيد وموافق لإصلاح الدستور 1845 نحو الإتجاه الرجعي.
خسرت الحكومة مرشحها في رئاسة مجلس النواب في 1 ديسمبر 1852. فرفض المعتدل «المستبد» برافو موريللو الاستقالة وفقا للاستخدامات البرلمانية، وعوضا عن ذلك ذهب إلى الملكة في اليوم التالي لينال مرسوم حل البرلمان للحصول على مجلس مؤيد لمشروع الحكومة في إصلاح دستور 1845. فكان رد نارفيز المعتدل أن اتحد المعتدلين «المتشددين» مع التقدميين الذين طالبوا باستقالة برافو موريللو، فترك المنصب في 14 ديسمبر إلا أن الملكة لم تدعو السياسيين إلى تشكيل حكومة تتمتع بدعم كاف في البرلمان، فقد اتت ثلاث حكومات حتى 17 يوليو 1854، بسبب افتقارها إلى القاعدة البرلمانية. عدم الإستقرار السياسي قد أضاف إليه اتهامات بالفساد مثل التراخيص العشوائية لوضع خطوط السكك الحديدية دون إذن برلماني سليم، أو الإدعاء بأنهم نالوا الموافقة عن طريق المرسوم الذي رفضه مجلس الشيوخ. وفي اليوم التالي التصويت أغلقت الحكومة سارتوريوس البرلمان وفصلت جميع القضاة والموظفين العموميين الذين صوتوا بضد وعاقبت عدد من الجنرالات والصحفيين. وبسبب تلك التصرفات فقد تعرضت سمعة التاج إلى التشويه لأنها «تجاهلت وجهة نظر معظم الأحزاب، وأخذت برأي القلة في ادخال أمور معاكسة للبرلمان مما عرض الدستور للانتهاك».

## نتائج العشرية المعتدلة
كانت الأهداف الرئيسية لحزب الوسط هي الجمع بين النظام جنبا إلى جنب مع الحريات المحددة، ولكن إعطاء الأولوية لتحسين أوضاع الدولة الليبرالية وتحقيق النمو فيها. لذلك عندما أصبح نارفيز رئيسا للحكومة في مايو 1844 بدأ بسلسلة من الإصلاحات لتعزيز التاج وتحقيق الإدارة المركزية وتحقيق النظام العام، وهو يعني نوعا ما الحد من حرية التعبير وحرية الصحافة والقضاء على الانتخابات الشعبية للبلديات والميليشيا الوطنية [الإنجليزية]. وسعت الحكومة للنظام العام بعد حل الميليشيات الوطنية التابعة للتقدميين في أكتوبر 1844. فأنشأت الحرس المدني، وهي هيئة أمنية استمرت إلى اليوم على الرغم من اختلاف الأنظمة السياسية التي حكمت اسبانيا.
أما أهم الإصلاحات فكان في إصلاح الجهاز الإداري للدولة. ولنظام الاجتماعي أفضل فقد نظم المعتدلين حكومات المقاطعات التي شكلها خافيير دي بورغوس في 1833، وكذلك بلديات المقاطعات. والذي يستلم زمام السلطة المحلية يجب أن يكون حاكما مدنيا معين من الحكومة، والذي بدوره يعين مسؤولي البلديات في المقاطعات. وقد تعمد المعتدلون هذا النظام لاحتكار السلطة على جميع المستويات، وضمان سيطرتهم على مؤسسات الدولة. أما بالنسبة لمناطق الحكم الذاتي، فقد أجبر رغبة المعتدلين بالنظام العام على احترام مؤسسات تلك المناطق والتي تعمل مقاطعاتها بدون مشاكل، لذلك فقد نجا النظام في تلك المناطق في عهد حكومة المعتدلين.
ونظمت الحكومة التعليم خلال خطة بيدال (مرسوم 17 سبتمبر 1845). وجعل مركزية التعليم في يد الدولة وتنظيمها في المستويات (الابتدائي والثانوي والجامعي). وهناك معاهد للتعليم الثانوي. يجب أن يكون هناك معهد على الأقل في كل عاصمة المقاطعة. تم إنشاء مجلس التعليم العام (1846) لتنظيم محتوى الكتب المدرسية، وسعيا لتوحيد التعليم. ونظم أيضا الحصول على مهنة التدريس. وقد قرروا في البداية أن يكون التعليم علماني، ولكن ذلك ألغي بعد التوقيع على الاتفاقية البابوية سنة 1851. فأزيحت خطة بيدال ليحل محلها قانون مويانو 1857.

### العلاقات البابوية 1851

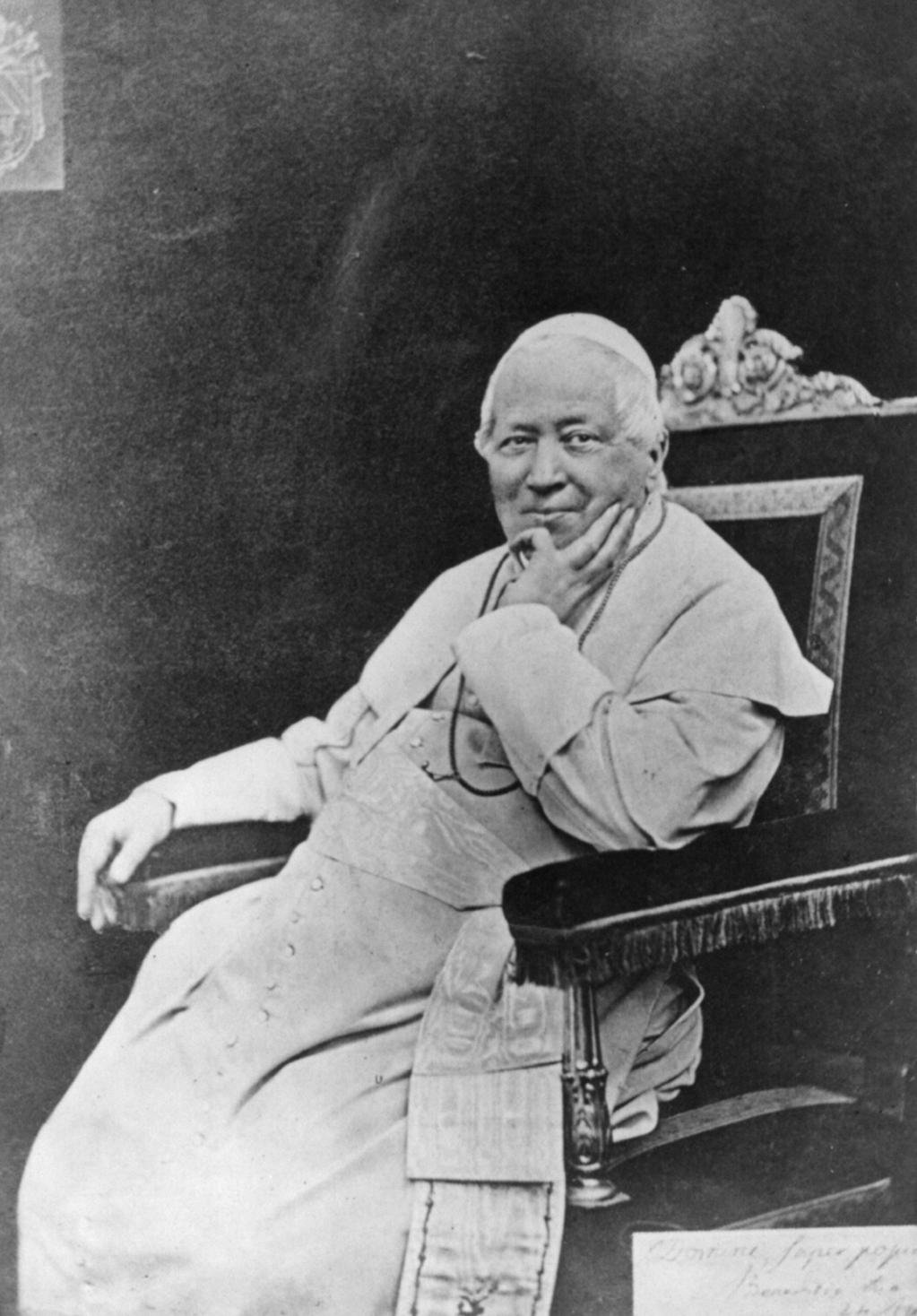
البابا بيوس التاسع.

وفيما يتعلق بالمسألة دينية حاولت الحكومات المعتدلة المتعاقبة تهدئة المواجهة مع الكرسي الرسولي بسبب مصادرة املاك الكنيسة التي قام بها مينديثابال في الفترة الماضية، وذلك بالتوقيع على اتفاقية في 1851 مع البابا بيوس التاسع، وهي الثانية في تاريخ إسبانيا، باختصار أتت الإتفاقية لوضع سياسة لحماية ممتلكات الكنيسة الكاثوليكية من عمليات مصادرة محتملة جديدة، لا سيما الممتلكات المدنية. وقد تم ايقاف البيع فيما لاتزال الممتلكات محتجزة من الدولة وتلقت الكنيسة تعويضات اقتصادية. ذكرت المادة الأولى من الاتفاقية البابوية:
وقعت حكومة برافو موريللو الاتفاقية البابوية حيث قبلت الباباوية مصادرة ممتلكات الكنيسة، بالمقابل فإن الدولة ملتزمة بالحفاظ على الكنيسة. وعلاوة على ذلك، فقد أمنت الحكومة أيضا حق الموافقة عندما يعين البابا أساقفة من عنده. وبذا يكون الغضب قد هدأ وحق الموافقة ضمن أن التسلسل الهرمي يجب أن يكون بطعم الحكومة. نهج الكنيسة في تلك العملية قد أسس قواعد للطمأنينة في الأمور الدينية والتي كانت أساسية لتحقيق التعايش العام في البلاد.

### الاقتصاد
بالنسبة لضرائب الخزانة فقد كان هناك ضعف شديد في السيطرة على الضرائب، لذلك فقد سعى المعتدلين إلى إنشاء ضرائب جديدة منظمة وعادلة. حيث تم إلغاء معظم الضرائب القديمة التي لا حصر لها والإبقاء على عدد قليل منها، وتكون شاملة أو استبدال السابقة وجعلها أكثر عدلا والسيطرة عليها. فقد حاولت الحكومة تحقيق التوازن بين الدين العام للدولة مع الدخل من خلال قانون مون-سانتيلان (1845)، وهو قانون حدّث اقتصاد البلاد.
تكون التحول المالي الرئيسي من المساهمات المباشرة الجديدة التي كان كل مواطن يحاول دفعها بناء على دخلهم. وكان هذا صعب التطبيق، بسبب عدم وجود إحصائيات يمكن الوثوق بها، ولا يمكن تجنب خداع العديد من دافعي الضرائب، لهذا كان لابد من فرض ضرائب غير المباشرة على جميع المستهلكين بغض النظر عن الدخل. تسببت تلك الضرائب بغلاء كبير في المعيشة، فأضحت قاعدة لاحتجاجات شعبية في تلك السنوات، وكانت إحدى محفزات للثورة الإسبانية واستهلال لفترة السنتين التقدميتين.

## نهاية العشرية المعتدلة:«ثورة 1854»

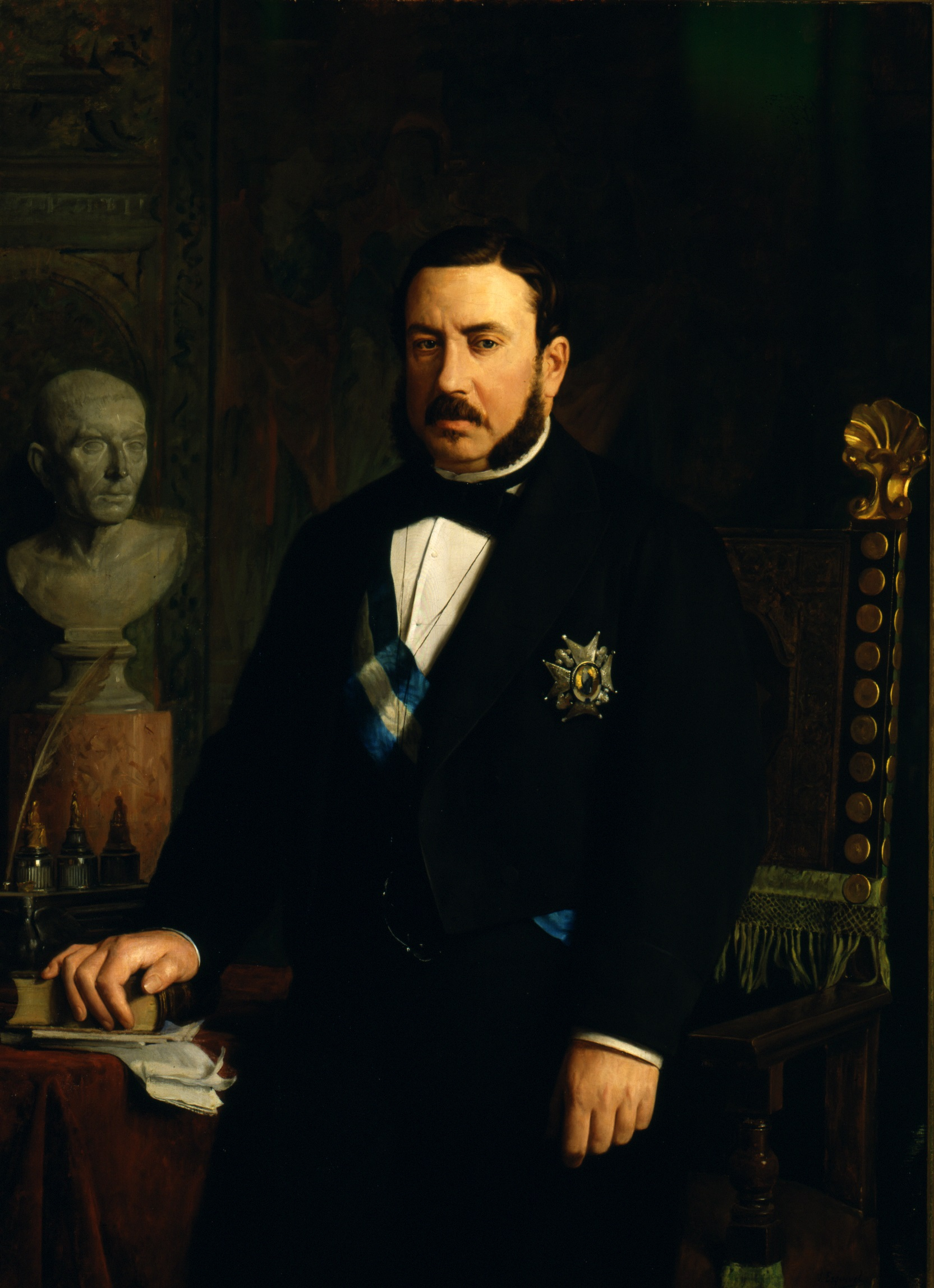
لويس خوزيه سارتوريوس آخر رؤساء الحكومات العشرية المعتدلة.

أدى انتهاك التاج إستخدامه للأدوات البرلمانية بقيام المعتدل نارفايس ومعه «المتشددين» المعتدلين بالتقارب مع التقدميين الذين قدموا لتشكيل لجنة انتخابات لتقديم مرشحين مشتركين في الانتخابات التي تهدف إلى الحفاظ على النظام التمثيلي الذين اعتبروه في خطر. وبالمقابل فقد اتصل بعض النواب «المتشددون» بعدد من الجنرالات الجيش الموالين لهم مثل الجنرال أودونيل بهدف تنظيم تمرد عسكري يهدف إلى ارغام الملكة إيزابيلا الثانية بإزاحة حكومة سارتوريوس وتعيين أخر من «الاتحاد الليبرالي».
بدأ الجنرال أودونيل تمرده يوم 28 يونيو 1854، ولكن المواجهة مع القوات الموالية للحكومة حصلت في بلدة فيكالفارو (بالإسبانية: Vicálvaro)‏ القريبة من مدريد وسمي التمرد باسم البلدة: وكانت النتيجة غير الحاسمة، لذلك فقد انسحبت قوات أودونيل جنوبا فطاف لامانتشا ثم اتجه نحو البرتغال، في انتظار وحدات عسكرية أخرى تنضم إلى حركته. وبما أن هذا لم يحدث، فقد جعل المتآمرين «برنامجهم الليبرالي بهدف توحيد جبهة المعارضة لمواجهة حكومة سارتوريوس والحصول على المزيد من عناصر الضغط على الملكة». وهكذا ظهر «بيان مانثناريس» إلى العلن يوم 7 يوليو حيث صاغه ديل كاستيو يتعهد فيه «بتجديد الليبرالية» التي وعد بها وتمرير قوانين جديدة للصحافة والانتخابات وأعادة برلمان الكورتيس وإدارة لامركزية وارجاع الميليشيا الوطنية، جميع تلك المقترحات هي مقترحات كلاسيكية لحزب التقدم.
ثم بدأت المرحلة الثانية التي سميت لاحقا ب«ثورة 1854» التي قادها التقدميين والديمقراطيين فبدأ التمرد في برشلونة يوم 14 يوليو، ثم مدريد يوم 17 يوليو، كما ظهرت لهما تشكيلات متمردة معا في أماكن الأخرى. فعزلت الملكة سارتوريوس في نفس اليوم 17 يوليو وحلت محله الجنرال دي كوردوبا ولكنه لم يلبث سوى يومين وحل محله دوق ريفاس ولكنه أيضا لم يلبث سوى يومين، حتى قررت الملكة استدعاء الجنرال بالدوميرو إسبارتيرو لتشكيل الحكومة. وهكذا بدأت فترة السنتين التقدميتين (1854-1856).

### قائمة المراجع
- Comellas García-Llera, José Luis  [لغات أخرى]‏: Los moderados en el poder, 1844-1854. Madrid. Consejo Superior de Investigaciones Científicas , 1970 ISBN 84-00-01958-X
- La década moderada Carlos Seco Serrano La ingeniería del agua en España en el siglo XIX : ciclo de conferencias, 2002, pags. 19-38
- Vilches, Jorge (2001). Progreso y libertad: el Partido Progresista en la revolución liberal española. Madrid: Alianza Editorial. ISBN 84-206-6768-4.

## وصلات خارجية
- Breve resumen de la década moderada.
- Historia de la década moderada؛ texto en نسق المستندات المنقولة.
- Semblanzas de los 340 diputados a Cortes que han figurado en la legislatura de 1849 a 1850.
  - Texto en ويكي مصدر.

| سبقه وصاية دي إسبارتيرو | حقب التاريخ الإسباني العشرية المعتدلة 1853-1843 | تبعه السنتين التقدميتين |